# 2023년 드니프로 주거용 건물 공습

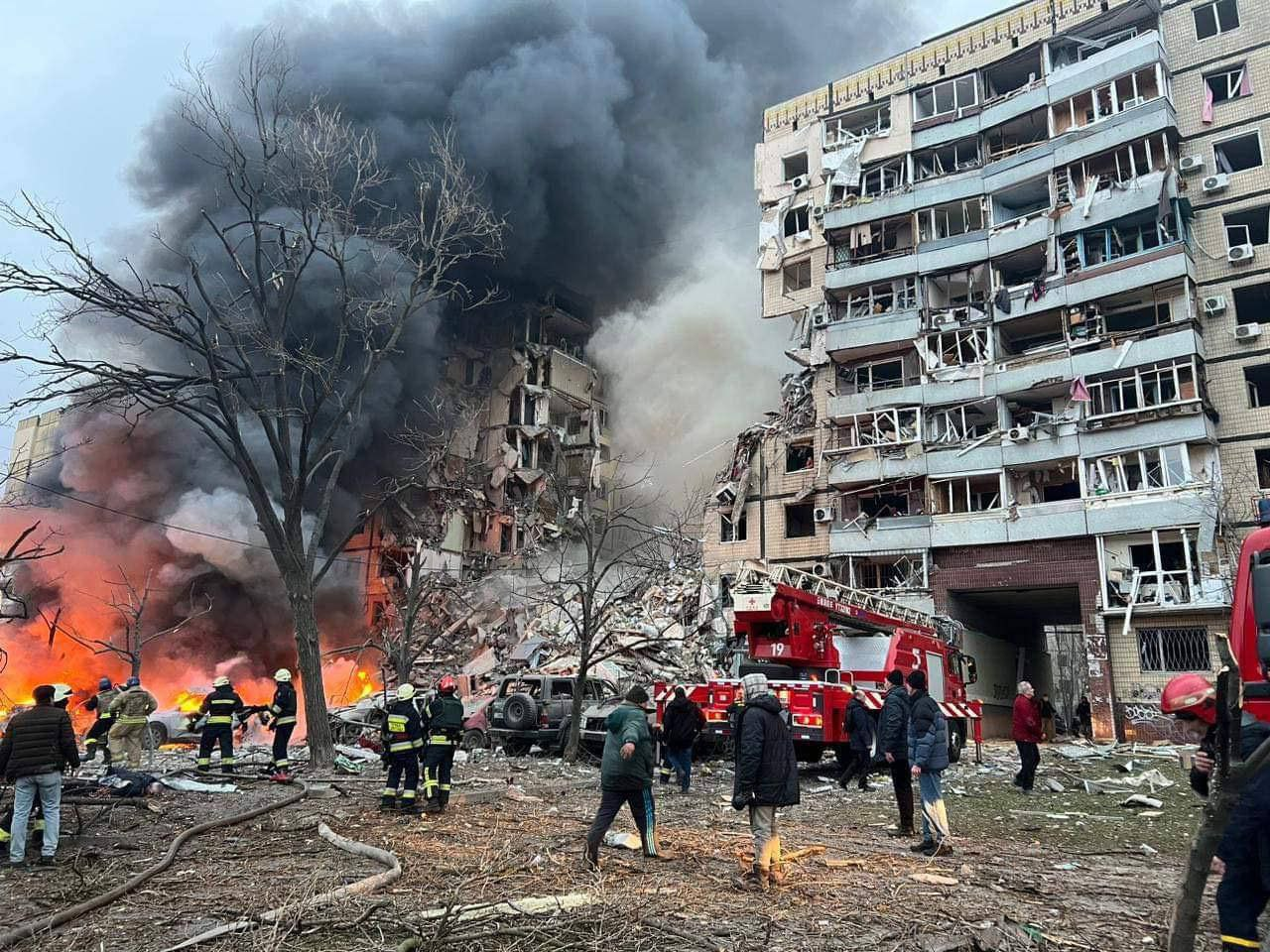
1월 14일 Kh-22 미사일에 의해 파괴된 드니프로의 주거용 건물에서 화재를 진압하는 소방관들

2023년 드니프로 주거용 건물 공습에 관한 내용이다.
2023년 1월 14일 오후 3시 30분경, 러시아의 Kh-22 미사일이 우크라이나 드니프로의 9층 주거용 건물을 공격했다. 도시 오른쪽 강둑에 있는 소보르니 지구 118번지, 나베레즈나 페레모히 거리[uk]에 있는 건물로, 입구 1개와 아파트 236개가 파괴되었다. 1월 19일 공식 사상자 수는 46명 사망(어린이 6명 포함)과 80명 부상(12명은 중태)으로 발표되었고 11명이 실종된 것으로 보고되었다. 어린이 14명이 부상당했고 주민 39명이 구조되었다. 파괴로 약 400명이 집을 잃었다. 이 공습은 드니프로를 강타한 우크라이나 민간인과 민간 인프라에 대한 수개월에 걸친 러시아 공습 캠페인의 일환이었다.
이 공습은 지난 6개월 동안 우크라이나의 주거용 건물에 대한 가장 치명적인 러시아 공격이었다. 드니프로에 3일간의 애도 기간이 선포되었다.